# Rhyncolus
Rhyncolus är ett släkte av skalbaggar som beskrevs av Ernst Friedrich Germar 1817. Rhyncolus ingår i familjen vivlar.

## Dottertaxa tillRhyncolus, i alfabetisk ordning[1][2]
- Rhyncolus affinis
- Rhyncolus angularis
- Rhyncolus angustatus
- Rhyncolus angusticollis
- Rhyncolus angustus
- Rhyncolus appenhageni
- Rhyncolus asperipennis
- Rhyncolus ater
- Rhyncolus australis
- Rhyncolus bonnairei
- Rhyncolus brachyrhinus
- Rhyncolus brevicornis
- Rhyncolus brevis
- Rhyncolus brunneus
- Rhyncolus burgeoni
- Rhyncolus californicus
- Rhyncolus calvus
- Rhyncolus capitulus
- Rhyncolus carinatus
- Rhyncolus caulium
- Rhyncolus chiriquensis
- Rhyncolus chloropus
- Rhyncolus cloropus
- Rhyncolus compressus
- Rhyncolus corticalis
- Rhyncolus cossonoides
- Rhyncolus crassirostris
- Rhyncolus cribripennis
- Rhyncolus culinaris
- Rhyncolus cylindricollis
- Rhyncolus cylindricus
- Rhyncolus cylindrirostris
- Rhyncolus cylindrus
- Rhyncolus dalmatinus
- Rhyncolus depressus
- Rhyncolus dilatatus
- Rhyncolus discors
- Rhyncolus dorsalis
- Rhyncolus dufaui
- Rhyncolus ebeninus
- Rhyncolus elongatus
- Rhyncolus elumbis
- Rhyncolus encaustes
- Rhyncolus encaustus
- Rhyncolus euphorbiarum
- Rhyncolus exiguus
- Rhyncolus fallax
- Rhyncolus falsosus
- Rhyncolus ferrugineus
- Rhyncolus filiformis
- Rhyncolus filum
- Rhyncolus fuscicollis
- Rhyncolus fusiformis
- Rhyncolus globulipennis
- Rhyncolus gracilis
- Rhyncolus grandicollis
- Rhyncolus hervei
- Rhyncolus himalayensis
- Rhyncolus hispidulus
- Rhyncolus hispidus
- Rhyncolus hopffgarteni
- Rhyncolus hustachei
- Rhyncolus kenyae
- Rhyncolus kivuanus
- Rhyncolus laevis
- Rhyncolus laeviusculus
- Rhyncolus latinasus
- Rhyncolus latitarsis
- Rhyncolus lauri
- Rhyncolus laurineus
- Rhyncolus lignarius
- Rhyncolus linearis
- Rhyncolus longicollis
- Rhyncolus longulus
- Rhyncolus macrops
- Rhyncolus marginalis
- Rhyncolus maynei
- Rhyncolus meruensis
- Rhyncolus minutulus
- Rhyncolus montivagus
- Rhyncolus nigripes
- Rhyncolus nimius
- Rhyncolus nitidulus
- Rhyncolus nossibianus
- Rhyncolus obesulus
- Rhyncolus obsoletus
- Rhyncolus opacus
- Rhyncolus oregonensis
- Rhyncolus oryzae
- Rhyncolus pallens
- Rhyncolus persimilis
- Rhyncolus piceus
- Rhyncolus plebejus
- Rhyncolus polixus
- Rhyncolus porcatus
- Rhyncolus praeustus
- Rhyncolus procer
- Rhyncolus protensus
- Rhyncolus protractus
- Rhyncolus pulvereus
- Rhyncolus punctatulus
- Rhyncolus punctatus
- Rhyncolus puncticollis
- Rhyncolus punctulatus
- Rhyncolus pyrenaeus
- Rhyncolus quercicolus
- Rhyncolus reflexus
- Rhyncolus regularis
- Rhyncolus relictus
- Rhyncolus rufipennis
- Rhyncolus samoanus
- Rhyncolus schoenherri
- Rhyncolus schonherri
- Rhyncolus sculpturatus
- Rhyncolus similis
- Rhyncolus simplicipes
- Rhyncolus simulans
- Rhyncolus spretus
- Rhyncolus stlembus
- Rhyncolus submuricatus
- Rhyncolus sulcatus
- Rhyncolus sulcipennis
- Rhyncolus sulcirostris
- Rhyncolus syriacus
- Rhyncolus taciturnus
- Rhyncolus tenuirostris
- Rhyncolus tenuis
- Rhyncolus teretirostris
- Rhyncolus thomsoni
- Rhyncolus trivialis
- Rhyncolus troglodytes
- Rhyncolus truncorum
- Rhyncolus turbatus
- Rhyncolus ulkei
- Rhyncolus usambaricus
- Rhyncolus velutinus
- Rhyncolus winkleri